# Klaus Rave
Klaus Rave (* 9. Februar 1950) ist ein deutscher Jurist und Honorarprofessor. Er ist seit 2013 Honorarprofessor an der Flensburger Fachhochschule.

## Ausbildung
Klaus Rave legte 1968 sein Abitur an der Jungmannschule in Eckernförde ab, studierte anschließend an der Christian-Albrechts-Universität zu Kiel Rechtswissenschaft und schloss dies 1973 mit dem ersten juristischen Staatsexamen ab. Im Anschluss ging er für ein einjähriges Postgraduierten-Stipendium an das Trinity College Dublin, um von 1974 bis 1978 (unterbrochen für die Promotion) sein Rechtsreferendariat am Hanseatischen Oberlandesgericht in Hamburg zu absolvieren, welches er mit dem Großen juristischen Staatsexamen abschloss. Nach dem Zweiten Juristischen Staatsexamen war er von 1978 bis 1981 Lecturer in German and International Law an der University of Surrey. 1982 wurde er am Kieler Institut für internationales Recht zum Dr. iur. promoviert.

## Beruf und politische Betätigung
Von 1975 bis 1978 war Rave Landesvorsitzender der Jungsozialisten in Schleswig-Holstein. 1982 wurde er vom SPD-Landesvorsitzenden Günther Jansen zum Landesgeschäftsführer der (SPD) Schleswig-Holstein berufen. Als solcher erlebte er die Barschel-Pfeiffer-Affäre und den Regierungswechsel bei der Landtagswahl in Schleswig-Holstein 1988, die zu einer absoluten Mehrheit der SPD (54,8 % der Stimmen) führten. Als mit Günther Jansen sein Parteivorsitzender neuer Minister für Soziales, Gesundheit und Energie wurde, betraute dieser ihn nach der Regierungsbildung mit der Aufgabe, eine neue Abteilung für Energiewirtschaft aufzubauen, um den Einstieg in eine neue Energieversorgung ohne Atomstrom zu organisieren. In der Funktion als Abteilungsleiter (Ministerialdirigent) verblieb er unter Jansens Nachfolger Claus Möller.
1995 schied er aus dem Ministerium und wechselte als Geschäftsleiter in den damals organisatorisch selbständigen Zentralbereich der Landesbank Schleswig-Holstein zur noch rechtlich unselbständigen Investitionsbank Schleswig-Holstein. Das Land Schleswig-Holstein hatte die Investitionsbank 1991 zur Bündelung ihrer Förderaktivitäten durch Übertragung der ehemaligen Wohnungsbaukreditanstalt und der Wirtschaftsaufbaukasse auf die Landesbank geschaffen. Als die Investitionsbank 2003 von der Landesbank getrennt und zu einer selbständigen Anstalt des öffentlichen Rechts umfirmiert wurde, berief die Landesregierung Rave in den neuen Vorstand. Dort wirkte er bis zu seinem Ausscheiden 2011. Im Anschluss wurde er für drei Jahre als nebenamtlicher Vorstand der GEWOB Nord e.G. berufen, in deren Beirat er noch tätig ist.

## Engagement beim Ausbau der Windenergie
Seit 1998 war er für das Land Schleswig-Holstein in der FGW (Fördergesellschaft Windenergie e. V.) tätig, zeitweise auch als deren Beiratsvorsitzender und Vorsitzender. Von 1988 bis heute ist er Mitglied des Aufsichtsrats der Energiesystem Nord GmbH. Seit 1993 ist Rave Mitglied des Executive Committee bzw. des Board der European Wind Energy Association (heute WindEurope) und war von 1999 bis 2002 deren Präsident. Von 2010 bis 2016 war er Vorsitzender des Global Wind Energy Council (GWEC). Von 2007 bis September 2013 war er Vorsitzender des Hochschulrats der Fachhochschule Flensburg und von 2010 bis 2013 Aufsichtsratsvorsitzender der WKN Windkraft Nord AG.
Seit 2013 ist er Honorarprofessor der Fachschule Flensburg, wo er im Schwerpunkt Vorlesungen zu Globalen Märkten und Rahmenbedingungen, internationalen Institutionen und Verbänden, Energiewirtschaft, Regulierung und Energiepolitik hält. Er war Vorsitzender des WindEnergieZirkel Hanse e. V. 2012 bis 2021 und wurde 2012 für sein Lebenswerk mit dem German Renewable Energy Award ausgezeichnet. Seit 2016 ist der Vizepräsident der Stiftung Offshore Windenergie. Seit 1988 ist er Mitglied des Aufsichtsrats der Energiesysteme Nord GmbH.

## Sonstige Ehrenämter und Persönliches
Klaus Rave ist 1. Vorsitzender des Schleswig-Holsteinischen Kunstvereins e. V. Von der Schleswig-holsteinischen Landesregierung wurde er in den Vorstand der Landeskulturstiftung berufen. Er gehörte bis 2021 zum Einladungskreis des Kieler Salon für Wirtschaft, Wissenschaft und Kultur. Im Mai 2023 erschien sein erster Roman "Der Hammer", eine kleine Kunstgeschichte. 2024 erschien von ihm "Das Netz" – eine Heimatgeschichte.
Er ist verheiratet mit der ehemaligen schleswig-holsteinischen Landesministerin Ute Erdsiek-Rave (SPD) und hat zwei Töchter und einen Sohn.

## Veröffentlichungen
- Wind als Zukunftsenergie – wie kann das gelingen? in 25. Bremer Universitaetsgespraeche/Wolfgang-Ritter-Stiftung 2013, S. 9–22
- Die internationale Entwicklung der Windenergie in: Einfuehrung in die Windenergietechnik, CEWind/Schaffarzyk (Hrsg.), HANSER Verlag 2012, S. 64–93
- Windenergie – die treibende Kraft in: Handbuch der Windenergie, Boettcher (Hrsg.), Oldenburg Verlag 2012, S. 1–7
- Erdgas, Strom, Breitband – Netzinfrastruktur in Schleswig-Holstein im Wandel in Arbeitspapier des Lorenz-von-Stein-Instituts fuer Verwaltungswissenschaften an der CAU Kiel 2010, S. 1–11
- The Emergence of the Wind Economy in Germany in: Sparking a Worldwide Energy Revolution, Kolya Abramsky (Hrsg.), AK Press 2010, S. 46–55
- (mit Bernhard Richter) Im Aufwind – Schleswig-Holsteins Beitrag zur Entwicklung der Windenergie, Wachholz Verlag 2008
- Wie eine Windwirtschaft entsteht in: Wind des Wandels, Alt/Scheer (Hrsg.), Ponte Press 2007, S. 41–56
- Der Offshore Buergerwindpark Butendiek in: Maritimes Jahrbuch Schleswig-Holstein 2007/2008, A+I Verlag 2008, S. 85–87
- Gruener Strom statt Blackout in: Solarzeitalter 2003, Heft 4, Eurosolar (Hrsg.), S. 3–4
- Finanzierung Erneuerbarer Energien in: Eurosolar Tagungsband 2002, Irm Pontenagel (Hrsg.) 2002, S. 19–22
- Electricity Generation Using Wind Power in: Proceedings World Sustainable Energy Day 2001, Oberoesterreichischer Energiesparverband (Hrsg.), Egger 2001, S. 183–188
- Information Technology plus Energy Technology in: Business Briefing – World Infrastructure and Development, The World Bank Group (Hrsg.) 2001, S. 127–130
- Global Status of Wind Power in: Developing World Energy, Hg. The World Energy Council, ed. Leibovitz 2001, S. 25–26
- Windenergie – Technologie mit Zukunft in: Jahrbuch Oekologie, Altner, v.Weizsaecker, Simonis u. a. (Hrsg.), CH Beck 1999, S. 167–174
- Windpower and the Finance Industry in: Renewable Energy World, Milford James&James (Hrsg.) 1999, S. 23–31
- Finance and Banking for Wind Energy in: Renewable Energy, Energy Efficiency, Policy and the Environment Pergamon/Elsevier Science 1998, S. 854–857
- Erschließung von Exportmaerkten fuer Windenergieanlagen in Abhaengigkeit von externen Rahmenbedingungen in: Tagungsband 3. Kongress fuer Erneuerbare Energien '98, WINKRA-RECOM (Hrsg.) 1998, S. 109–116
- The Energy Policy of the Land Schleswig-Holstein with Respect to the Environment Issuein: Tagungsband European Conference on Energy and the Environment, The Flemish Government (Hrsg.) 1994
- Windkraft und Naturschutz – zwei Wege, ein Ziel in: Windkraft Nutzen – Ratgeber fuer Technik und Praxis, Rotarius Verlag 1993, S. 42–46
- A Contract For Efficient Lighting in German Public Buildings in: Energy – The International Journal, Special Edition: Energy Efficient Lighting, Pergamon Press, Mills (Hrsg.)1993, S. 159–161
- Schleswig-Holstein liegt gut im Wind in: Das Solarzeitalter – Eurosolar-Journal fuer oekologische Politik Heft 1, Scheer u. a. (Hrsg.) 1992, S. 10–13
- Windenergie in Schleswig-Holstein in: Jahrbuch Oekologie, Altner, von Weizsaecker, Simonis u. a. (Hrsg.), CH Beck 1991, S. 352–356
- A Regional Strategy for Energy Efficiency – with special references to the Co-Operation between Denmark and Schleswig-Holstein in: External Environmental Costs of Electrical Power, Hg. Hohmeyer/Ottinger, Springer Verlag 1991, S. 460–472
- Stand und Ausbau der Stromerzeugung aus regenerativen Energien in Schleswig-Holstein und Hamburg in: Tagungsband VDEW Jahrestagung 1991, VDEW e. V. Landesgruppe Schleswig-Holstein / Hansestadt Hamburg / Mecklenburg-Vorpommern (Hrsg.), S. 77–97
- Efficient Lighting in Public Buildings – The 100-Million-DM Contract Between Schleswig-Holstein und VEBA in: Proceedings – Right Light, Bright Light, 1st European Conference on Energy-Efficient Lighting, The Swedish National Board for Industrial and Technical Development (Hrsg.)1991, S. 183–187
- Energiepolitische Perspektiven in: Die Zukunft Schleswig-Holsteins, Zeitkritische Beitraege der Evangelischen Akademie Nordelbien, Verlag C.H.Waesser 1990, S. 189–196